# مايك ديفيز (مهندس معماري)
مايك ديفيز (بالإنجليزية: Mike Davies)‏ هو مهندس معماري بريطاني، ولد في 25 يناير 1942 في إنجلترا في المملكة المتحدة.